# Pepparrotsbadet
Pepparrotsbadet är ett badhus i centrala Enköping, invigt den 22 mars 2021. Byggnaden har en bruttoarea på 9 300 m2. Det består av ett familjebad, en 25 meter lång simbassäng, relaxavdelning, cafeteria och ett gym.
Pepparrotsbadet ersatte det gamla badhuset som låg i Idrottshuset. Till en början hade man för avsikt att renovera lokalerna genom att fylla igen bassängerna och återanvända ytan som idrottshall. Dock ansåg kommunens fastighetsavdelning att det var för kostsamt, främst på grund av skador på betongen under bassängen orsakat av klorvatten från simhallen under en period på över 20 år.
Man tävlade även i tidningen Byggindustrins tävling "Årets Bygge" för år 2022. Priset gick dock till renoveringen och tillbyggnaden av Uppsala stadshus.

## Kontroverser
Två månader innan badet skulle öppna, något som redan var försenat på grund av Covid-19-pandemin, inträffade det en olycka på badet då en blandning av saltsyra och natriumhypoklorit läckte ut och bildade giftig klorgas. Ingen person ska ha kommit till skada och räddningstjänsten var på plats strax därefter och sanerade lokalen. Efter en inspektion av Arbetsmiljöverket upptäcktes det flera brister i arbetsmiljön och säkerheten för de anställda, främst vid lossningsplatsen för saltsyra och natriumhypoklorit som används vid rening av vattnet i bassängerna.
Kommunen svarade på arbetsmiljöverkets föreläggande med exempel på vidtagna och planerade åtgärder. Arbetsmiljöverket underkände nästan samtliga åtgärder i november 2021 och valde istället att hota med vitesbelopp på 750 000 kr. Kommunen, som i sina ögon uppfyllde myndighetens krav, överklagade 4 av de 7 punkterna i vitesföreläggandet två månader senare.